# Rudolf August Oetker
Rudolf August Oetker (Bielefeld, 20 de septiembre de 1916-16 de enero de 2007) fue un empresario alemán y exmiembro del Partido Nazi que se convirtió en multimillonario gracias al desarrollo de su empresa familiar Oetker-Gruppe.

## Biografía
Nació en Bielefeld en 1916. No llegó a conocer a su padre, ya que falleció en 1916 en la batalla de Verdún, durante la Primera Guerra Mundial. Oetker sirvió y fue voluntario en las Waffen-SS de 1941 a 1944. Su madre, Ida Oetker, y su padrastro, Richard Kaselowsky, murieron en un bombardeo aliado en 1944. De este modo, a los 28 años, tuvo que asumir la presidencia de Dr. Oetker, empresa familiar basada en comida rápida de sabor casero, con productos tales como levadura, pizzas precongeladas y cerveza, que había sido fundada por su abuelo, y que dirigía su padrastro.
Pero Rudolf fue más allá comprando el banco Lampe en 1949, la cercería Radeberger en 1952, y la naviera Hamburg Süd en 1955, entre otras empresas, creando así el conglomerado Dr. August Oetker KG (Oetker-Gruppe).
Casado en tres ocasiones, tuvo ocho hijos. En 1976 su hijo Richard fue secuestrado y liberado después del pago de 21 millones de marcos (más de 10 millones de euros), aunque gravemente herido.
A los 65 años, se retiró de la primera línea de los negocios, cediendo la presidencia del grupo al mayor de sus hijos, August Oetker.
Falleció el 16 de enero de 2007 en su ciudad natal a los 90 años de edad.